# Transparenz (Politik)
Transparenz ist in der Politik und im politischen Diskurs eine Forderung bzw. ein für erstrebenswert gehaltener Zustand frei zugänglicher Informationen und stetiger Rechenschaft über Abläufe, Sachverhalte, Vorhaben und Entscheidungsprozesse. Damit verbunden die Vorstellung einer offenen Kommunikation zwischen den Akteuren des politischen Systems (bzw. der Verwaltung) und den Bürgern und einer vermehrten Partizipation. In eine ähnliche Richtung zielen die Begriffe Verwaltungstransparenz und Öffentlichkeitsprinzip. Als Metapher dient die optische Transparenz: ein transparentes Objekt kann durchschaut werden (vgl. etwa „Gläserner Abgeordneter“).

## Argumentation
Befürworter weitgehender Transparenz begründen ihre Forderung bzw. das Ideal wie folgt:
- Transparenz sei ein essenzieller Bestandteil der Demokratie und grundlegend für eine freie Willensbildung sowie eine fundierte Wahlentscheidung.
- Feedback-Funktion: Transparenz ermögliche den Bürgern, Probleme wahrzunehmen, Beschwerden zu äußern und Verbesserungsvorschläge zu erfahren und zu erörtern und diese den politischen Repräsentanten mitzuteilen. Dadurch könne der Repräsentant die drängenden Probleme wahrnehmen und folglich effizienter arbeiten.
- Transparenz dränge den Politiker dazu, die Wünsche der Bürger umzusetzen und sei somit ein Anreiz zur Loyalität und Bürgernähe (Disziplinierungseffekt)
- Transparenz sei ein Instrument, um Desinformation zu begegnen.[1]
- Transparenz verhindere Machtmissbrauch und Korruption, indem sich jeder über Vorgänge informieren könne, um dann ggf. dagegen zu agitieren und vorzugehen und dadurch, dass der Politiker zur Rechenschaft verpflichtet sei.
- Durch eine inhärente Offenheit politischer Vorgänge und Kommunikation werde das Vertrauen der Bürger in die Regierung(sform) gestärkt.

In der Politikwissenschaft und in der Verhandlungstheorie wird Kritik am Prinzip der Transparenz geäußert. Durch zu viel Transparenz könnten Nebenwirkungen und Probleme auftreten, die die Regierungstätigkeit und schlussendlich die Regierungsform beeinträchtigen würden. Umgekehrt könnten aus weniger Transparenz auch Vorteile erwachsen.
- In einem transparenten System seien Politiker versucht, sich selbst als die stärksten Interessenvertreter darzustellen (Profilierung). Dies berge die Gefahr, dass überzogene Verhandlungspositionen eingenommen würden, die jeden Kompromiss scheitern ließen und somit zu einer ineffizienten Politik führten.
- Politiker änderten möglicherweise aufgrund öffentlichen Drucks trotz besseren Wissens ihre Meinung.
- Heikle Diskussionen würden möglicherweise trotzdem in dann kaum noch zugänglichen, intransparenten Zirkeln geführt. Die dort getroffenen Übereinkünfte würden dann im transparenten Gremium ohne eingehende Diskussion verabschiedet.
- Weniger Transparenz biete Politikern einen Freiraum zur Diskussion und ermögliche zu öffentlich prekären Themen einen zunächst unbefangenen Austausch.[2]

## Gesetzliche Regelungen
Eine Reihe von Staaten haben politische Transparenz als Grundrecht in ihrer Verfassung verankert. In mehr als 65 Staaten gibt es Gesetze und Gesetzesinitiativen zur Informationsfreiheit.

### Schweden
In Schweden hat gesetzlich geregelte Transparenz eine lange Tradition – 1766 wurde sie mit dem Gesetz über die Pressefreiheit (Tryckfrihetsförordningen) eingeführt und ist ein Teil der schwedischen Verfassung und ist das erste Gesetz dieser Art.

### Deutschland
In der Bundesrepublik Deutschland ist seit 2006 das Informationsfreiheitsgesetz („Gesetz zur Regelung des Zugangs zu Informationen des Bundes“) in Kraft. Für Abgeordnete des Deutschen Bundestages und von Landesparlamenten gilt eine Offenlegungspflicht von Nebeneinkünften (siehe auch Abgeordnetenentschädigung und Abgeordnetenbestechung).

#### Bundesländer
(Stand Mitte 2020)
Die Entwicklung der Informationsfreiheits- und Transparenzgesetze in den Bundesländern unterteilen Open Knowledge Foundation Deutschland e. V. und Mehr Demokratie e. V. in drei Stufen:
1. Bundesländer ohne gesetzliche Regelungen – Bayern, Niedersachsen
2. Bundesländer mit Informationsfreiheitsgesetzen, nach denen Informationen auf Antrag herausgegeben werden müssen – Baden-Württemberg, Berlin, Brandenburg, Hessen, Mecklenburg-Vorpommern, Nordrhein-Westfalen, Saarland, Sachsen-Anhalt, Schleswig-Holstein
3. Bundesländer mit Transparenzgesetzen, die Behörden zusätzlich zur eigenständigen Veröffentlichung von zentralen Daten verpflichten – Bremen, Hamburg, Rheinland-Pfalz, teilweise Sachsen, Thüringen

| Land                   | Ranking gesamt, Stand Mitte 2020 | IFG / TG IFG = Informationsfreiheitsgesetz, TG = Transparenzgesetz | IFG / TG IFG = Informationsfreiheitsgesetz, TG = Transparenzgesetz                                                                            | eingeführt | zuletzt geändert | Links - zur Quelle, Übersicht: transparenzranking.de - zu den Einzelheiten… |
| ---------------------- | -------------------------------- | ------------------------------------------------------------------ | --- | ---------- | ---------------- | --------------------------------------------------------------------------- |
| (D) Bund               | 40 %                             | IFG                                                                | Informationsfreiheitsgesetz | 2006       | 2013             | …/bund                                                                      |
| Baden-Württemberg      | 31 %                             | IFG                                                                | Landesinformationsfreiheitsgesetz Baden-Württemberg                                                                                           | 2016       |                  | …/baden-wuerttemberg                                                        |
| Bayern                 | 0 %                              | –                                                                  | – | –          | –                | …/bayern                                                                    |
| Berlin                 | 61 %                             | IFG                                                                | Gesetz zur Förderung der Informationsfreiheit in Berlin                                                                                       | 1998       | 2016             | …/berlin                                                                    |
| Brandenburg            | 39 %                             | IFG                                                                | Akteneinsichts- und Informationszugangsgesetz                                                                                                 | 1998       | 2013             | …/brandenburg                                                               |
| Bremen                 | 63 %                             | IFG                                                                | Gesetz über die Freiheit des Zugangs zu Informationen für das Land Bremen                                                                     | 2006       | 2015             | …/bremen                                                                    |
| Hamburg                | 67 %                             | TG                                                                 | Hamburgisches Transparenzgesetz | 2012       | 2020             | …/hamburg                                                                   |
| Hessen                 | 12 %                             | Bestandteil des Landesdatenschutzgesetzes                          | Bestandteil des Landesdatenschutzgesetzes | 2018       |                  | …/hessen                                                                    |
| Mecklenburg-Vorpommern | 41 %                             | IFG                                                                | Gesetz zur Regelung des Zugangs zu Informationen für das Land Mecklenburg-Vorpommern                                                          | 2006       | 2011             | …/mecklenburg-vorpommern                                                    |
| Niedersachsen          | 0 %                              | –                                                                  | – | –          | –                | …/niedersachsen                                                             |
| Nordrhein-Westfalen    | 45 %                             | IFG                                                                | Gesetz über die Freiheit des Zugangs zu Informationen für das Land Nordrhein-Westfalen                                                        | 2001       |                  | …/nrw                                                                       |
| Rheinland-Pfalz        | 56 %                             | TG                                                                 | Landestransparenzgesetz Rheinland-Pfalz | 2016       |                  | …/rheinland-pfalz                                                           |
| Saarland               | 38 %                             | IFG                                                                | Saarländisches Informationsfreiheitsgesetz | 2006       | 2015             | …/saarland                                                                  |
| Sachsen                | 45 %                             | IFG TG                                                             | § 4 des Sächsischen Gesetzes über die Presse „Gesetz zur Einführung des Gesetzes über die Transparenz von Informationen im Freistaat Sachsen“ | 1992 2023  |                  | …/sachsen                                                                   |
| Sachsen-Anhalt         | 38 %                             | IFG                                                                | Informationszugangsgesetz Sachsen-Anhalt | 2008       |                  | …/sachsen-anhalt                                                            |
| Schleswig-Holstein     | 66 %                             | IFG                                                                | Informationszugangsgesetz für das Land Schleswig-Holstein                                                                                     | 2012       | 2017             | …/schleswig-holstein                                                        |
| Thüringen              | 56 %                             | TG                                                                 | Thüringer Transparenzgesetz | 2012       | 2020             | …/thueringen                                                                |

In Hamburg garantiert seit 2012 ein Transparenzgesetz die Veröffentlichung von Dokumenten. Mehr Demokratie hatte 2011 zusammen mit Transparency International Deutschland und dem Chaos Computer Club eine Volksinitiative für ein Transparenzgesetz in der Hansestadt eingereicht.
Das Gesetz wurde in einem offenen Wiki geschrieben.
Als erstes Bundesland in Deutschland beschloss die Hansestadt die Einführung eines umfassenden Transparenzgesetzes, das am 6. Oktober 2012 offiziell in Kraft trat.
Damit ist das Land verpflichtet, amtliche Informationen für alle Bürger kostenlos im Internet zugänglich zu machen. Dazu gehören etwa Gutachten, Senatsbeschlüsse und Verträge ab 100.000 Euro, die die Daseinsvorsorge betreffen.
Die Qualität der Informationsfreiheitsgesetze in den Bundesländern ist sehr unterschiedlich. Hamburg, Schleswig-Holstein und Bremen betrachten die Vereine Mehr Demokratie und Open Knowledge Foundation Deutschland als positivere Fälle, Hessen als ein negatives Beispiel. In Bayern und Niedersachsen gibt es noch gar keine Informationsfreiheitsgesetze auf Landesebene.
In Nordrhein-Westfalen haben Bürgerinnen und Bürger das Recht zur öffentlichen Einsichtnahme in Dokumente und Akten der öffentlichen Verwaltung. Im April 2013 hat das Bündnis aus dem Bund der Steuerzahler, Mehr Demokratie und Transparency International (Deutschland) die Kampagne und den Gesetzentwurf für ein Transparenz- und Informationsfreiheitsgesetz nach Hamburger Vorbild der Öffentlichkeit vorgestellt. Bis Dezember 2013 konnten alle interessierten Bürger den Gesetzentwurf kommentieren und Verbesserungsvorschläge machen. Das Transparenzbündnis hat die Kommentare und Verbesserungsvorschläge geprüft und gute Anregungen derzeit in den Gesetzentwurf eingearbeitet. Der Gesetzentwurf wurde am 19. Februar 2014 dem Landtag mit der Bitte übergeben, diesen Bürgervorschlag für ein Transparenzgesetz in den Landtagsberatungen möglichst weitgehend zu berücksichtigen.
In Niedersachsen hat die Koalition 2013 in ihrem Koalitionsvertrag festgeschrieben, dass sie ein Transparenzgesetz nach Hamburger Vorbild einführen möchte, dies ist bisher aber nicht passiert. Mehr Demokratie vernetzt sich aktuell (2016/17) mit anderen Akteuren.
In Berlin ließ Open Knowledge Foundation Deutschland e. V. (gemeinsam mit anderen, darunter auch Mehr Demokratie e. V.) den Entwurf eines Berliner Transparenzgesetzes öffentlich diskutieren und in einem offenen Wiki mitschreiben.
Anschließend wurde ein Volksbegehren erfolgreich durchgeführt, der Senat entschied, dass der Entwurf verfassungskonform war. Die Ziele sind, ähnlich dem Hamburger Beispiel:
- Mitbestimmung erleichtern
- Steuerverschwendung vorbeugen
- Vertrauen schaffen
- Verwaltungsabläufe vereinfachen[21]

#### Transparenz in der Wirtschaft
Auch in einigen Bereichen der Wirtschaft bestehen Verpflichtung der Transparenz (siehe auch Konzernabschluss, Publizitätspflicht).
In Nordrhein-Westfalen gibt ein Vergütungsoffenlegungsgesetz für öffentlich-rechtliche Unternehmen (zum Beispiel Sparkassen), ebenso in Schleswig-Holstein und im Saarland.

## Außergesetzliche Regelung

### Europäische Union
Da die Europäische Union als supranationale Organisation über keine Verfassung verfügt, gibt es keine verfassungsrechtliche Fundierung der Transparenz. Allerdings war die interinstitutionelle Vereinbarung über die Einführung eines Transparenz-Registers ein bedeutender Meilenstein, um den Einfluss durch Interessenvertretungen im Entscheidungsprozess offenzulegen. Das Register ermöglicht jedermann sich über die Lobbyisten zu informieren, die mit den Institutionen der Europäischen Union kommunizieren. Seit der Einrichtung im Jahr 2011 wurde das Register ständig modifiziert. Die Registrierung erfolgt freiwillig und gilt für Kritiker als Defizit.
Am 3. Dezember 2001 trat die Verordnung 1049/2001 in Kraft, mit der EU-Bürger ein Recht auf amtliche Informationen von EU-Behörden haben.